# Alien (film)
 For alternative betydninger, se Alien. (Se også artikler, som begynder med Alien)
Alien eller Alien – den 8. passager er en science fiction-/horror-film fra 1979 instrueret af Ridley Scott bygget på en historie af Dan O'Bannon og Ronald Shusett. Filmens titel refererer til et fremmed og meget aggressivt rumvæsen, der dræber besætningen på rumfragtskibet Nostromo. På rollelisten ses bl.a. Sigourney Weaver som Ellen Ripley, Tom Skerritt som kaptajn Dallas og Ian Holm som den videnskabelige officer Ash.
Der er lavet tre officielle efterfølgere: Aliens (1986), Alien 3 (1992) og Alien: Resurrection (1997) .

## Handling
Det kommercielle slæberumskib Nostromo er på vej hjem til Jorden efter en lang rejse til planeten Thedus. Rumskibet har en last på tyve millioner tons mineralsk malm samt et raffinaderi på slæb og har desuden en besætning på syv personer i dvaletilstand om bord. Rumskibet modtager pludselig et ukendt signal fra en måne på skibets rute, og skibets computer vækker besætningen fra dvalen. Efter ordrer fra deres arbejdsgivere på Jorden begynder besætningen proceduren med at afkoble raffinaderiet fra rumskibet for derefter at lande på månen, hvilket resulterer i, at rumskibet bliver beskadiget. Kaptajn Dallas (Tom Skerritt), den næstkommanderende officer Kane (John Hurt) og navigatøren Lambert (Veronica Cartwright) sætter sig for at undersøge signalets kilde. Imens bliver officeren Ripley (Sigourney Weaver), videnskabsofficeren Ash (Ian Holm), maskinmesteren Parker (Yaphet Kotto) og teknikeren Brett (Harry Dean Stanton) tilbage på rumskibet for både at overvåge de andres fremskridt på månen samt for at foretage reparationer på det beskadigede rumskib. 
Nede på månen opdager Dallas, Kane og Lambert, at signalet kommer fra et fremmed rumskib. Inde i det forladte rumskib finder de de sidste rester af et ukendt rumvæsen, hvis krop ser ud til at være eksploderet indefra. I mellemtiden på Nostromo har rumskibets computer delvist tydet signalet, som viser sig ifølge Ripley at være en form for advarsel. Kane opdager et stort kammer på det ukendte rumskib, som indeholder mange fremmede æg, hvoraf det ene frigiver et fremmed rumvæsen (facehugger), der angriber og fastgør sig til hans ansigt. Dallas og Lambert bærer den bevidstløse Kane tilbage til Nostromo, hvor Ash giver dem adgang til rumskibet mod Ripleys ordre om at følge rumskibets karantæneprotokol.
Besætningen forsøger forgæves at fjerne rumvæsenet fra Kanes ansigt og opdager ved samme lejlighed, at rumvæsenets blod er en meget stærk ætsende syre. Til sidst løsner rumvæsenet sig selv fra Kanes ansigt og bliver senere fundet død om bord på rumskibet. Med rumskibet færdigrepareret genoptager besætningen deres rejse tilbage til Jorden. 
Senere vågner Kane og er tilsyneladende uskadt, men under et måltid får han voldsomme kramper. Pludselig sprænger et rumvæsen (chestburster) sig ud af hans brystkasse, hvilket dræber ham på stedet. Rumvæsnet flygter ud i rumskibet. Selvom besætningen ikke har nogle rigtige våben med om bord på rumskibet, forsøger de alligevel på at fange rumvæsnet med hjemmelavede elektriske stødstave og flammekastere. Brett (Harry Dean Stanton) følger med besætningens kat ind i et stort rum, hvor et nu fuldt udvokset rumvæsen angriber ham og tager hans krop med ind i en af rumskibets luftskakter. Dallas kravler ind i luftskakten for at tvinge rumvæsnet videre ind i en luftsluse, hvor den kan blive suget ud i rummet, men rumvæsnet narrer ham med et bagholdsangreb og dræber ham. Lambert bønfalder de overlevende besætningsmedlemmer om, at de sammen med hende skal undslippe Nostromo med hjælp fra rumskibets nødkapsel, men Ripley som nu har taget kommandoen, forklarer hende, at rumskibets nødkapsel ikke kan holde de fire personer i live længe nok til at nå Jorden. 
Via rumskibets computer Mother finder Ripley ud af, at Ash er blevet beordret til at returnere rumvæsnet til deres arbejdsgivere, selv hvis det koster besætningen livet. Ash angriber hende, men Parker griber ind og halshugger ham med et slag fra en kølle hvilket afslører, at Ash i virkeligheden er en androide. Men før Parker brænder ham, forudser Ash, at besætningsmedlemmerne ikke vil overleve i sidste ende. De sidste tre besætningsmedlemmer planlægger at aktivere Nostromos selvdestruktionsmekanisme og derefter flygte i rumskibets nødkapsel, men Parker og Lambert bliver begge dræbt af rumvæsnet, imens de samler de nødvendige forsyninger til flugten. Ripley igangsætter selvdestruktionssekvensen på egen hånd og tager katten med over til nødkapslen for at flygte, men finder ud af, at vejen er blokeret af rumvæsnet. Hun forsøger uden held at afbryde selvdestruktionssekvensen, men vender så tilbage til nødkapslen, hvor rumvæsnet nu er væk. Ripley undslipper i nødkapslen, imens rumskibet Nostromo eksploderer.
Da Ripley gør sig klar til at gå i dvale, opdager hun, at rumvæsenet er om bord på nødkapslen. Hun trækker i sin rumdragt og åbner lugen, hvilket forårsager en eksplosiv dekompression, som tvinger rumvæsenet ud af den åbne dør. Rumvæsenet forsøger at kravle ind i en af motorerne, men Ripley aktiverer dem og blæser resterne at rumvæsenet ud i rummet. Derefter lægger hun sig selv og katten i dvale, så de kan være klar til den lange hjemrejse tilbage til Jorden.

## Medvirkende
- Sigourney Weaver - Ripley
- Tom Skerritt - Dallas
- Veronica Cartwright - Lambert
- Harry Dean Stanton - Brett
- John Hurt - Kane
- Ian Holm - Ash
- Yaphet Kotto - Parker